# Gobio gobio
Il gobione (Gobio gobio) è un pesce d'acqua dolce appartenente alla famiglia Cyprinidae.

## Distribuzione e habitat
La specie ha un areale molto vasto, che va dalla Francia meridionale (bacino del Rodano) a tutta l'Europa centro-settentrionale e l'Inghilterra, compreso il Reno, il Danubio e il Volga, fino a raggiungere gli Urali.

La sua diffusione in Europa non comprende la Penisola Iberica, l'Italia, la penisola Balcanica (escluso il bacino danubiano), la Scozia, l'Islanda, la Scandinavia centro-settentrionale.

In Italia è alloctono ma in seguito ad introduzioni si è naturalizzato in tutto il bacino del Po, in Toscana, Lazio e Umbria (bacino dell'Arno e del Tevere), in Campania (Sele) e probabilmente anche altrove.

Vive di preferenza in acque ossigenate, pulite, poco profonde dotate di una certa corrente e con fondo sabbioso o ghiaioso, nella Zona dei Ciprinidi a deposizione litofila.

## Descrizione
Appare abbastanza simile alle specie europee del genere Barbus ma:
- ha due soli barbigli ai lati della bocca, dotata di labbra carnose
- le dimensioni sono molto inferiori (al massimo 15–20 cm, in media 8–10 cm))
- La testa è, in proporzione, molto più grande, con bocca in posizione ventrale
- La pinna dorsale e la pinna caudale sono macchiate e striate di scuro mentre le pinne pettorali, le pinne pelviche e la pinna anale non hanno macchie o ne hanno di modeste alla base, il loro colore va dal crema al bruno rossastro.
- la livrea è caratteristica: dorso grigio verdastro, fianchi argentei con sfumatura giallo verdastra con una serie di grosse macchie scure rotondeggianti, ventre bianco o argenteo.

## Comportamento
È una specie stanziale che non effettua lunghe migrazioni nei corsi d'acqua che abita. È gregario, ma tende a raggrupparsi in banchi piuttosto aperti.

### Riproduzione
La riproduzione avviene tra maggio e luglio e le uova (in numero tra 800 a 300) sono deposte di notte in acqua molto basse, su pietre o tronchi sommersi.

## Alimentazione
Esclusivamente carnivoro, si nutre di insetti e larve, crostacei e molluschi.

## Pesca
È piuttosto occasionale, si può catturare con la tecnica della passata, soprattutto utilizzando come esca il bigattino.

In Francia è molto apprezzato come pesce da frittura tanto da essere attivamente pescato con reti ed allevato a scopo di ripopolamento.

## Nota tassonomica
Un tempo considerato appartenere alla stessa specie, Romanogobio benacensis (Pollini, 1816), sostituisce Gobio gobio in Italia settentrionale, dove è endemico delle acque della Pianura padana.